# 太田出版
太田出版（太田出版（おおたしゅっぱん））是位於日本東京都新宿區的出版社。
前身為太田製作的出版部，1985年分拆成獨立有限公司，及後發展成股份有限公司。
現在，太田出版主要出版次文化系列的書籍；而以探討社會問題為主的作品，例如「完全自殺手冊」、「大逃殺」等等，亦逐漸增加。

## 定期發行雜誌

### 雙月刊
- CONTINUE（隔月17日發售﹑售價950日圓+税）[1]
- QuickJapan（隔月12日發售﹑售價900日圓+税）[2]
- Manga Erotics F（隔月7日發售﹑售價780日圓+税）[3]
- リバティーンズ マガジン（隔月10日發售﹑售價950日圓+税）[4]

### 季刊
- 本人（售價950日圓+税）[5]
- atプラス（售價1300日圓+税）
- d/sign デザイン（售價1800日圓+税）

### 已休刊
- Manga F
- MANGA EROTICS

## 外部連結
- （日語）太田出版（页面存档备份，存于）